# Dries van Schalkwyk
Pour les articles homonymes, voir Van Schalkwyk.
Pas d'image ? Cliquez ici

a Compétitions nationales et continentales officielles uniquement.

b Matchs officiels uniquement.
Dernière mise à jour le 7 février 2019.
Andries van Schalkwyk (né le 21 décembre 1984) est un joueur italien de rugby à XV, originaire d'Afrique du Sud. Il évolue au poste de troisième ligne centre. Il joue pour la franchise italienne des Southern Kings depuis 2017 et avec l'équipe d'Italie de 2016 à 2017.

## Biographie
Il obtient sa première sélection avec l'équipe italienne lors du Tournoi des Six Nations 2016.

## Statistiques en équipe nationale
Au 24 mars 2017, Dries van Schalkwyk compte 15 sélections, depuis sa première sélection le 6 février 2016 face à la France.